# Россия и российская эмиграция в воспоминаниях и дневниках
«Россия и российская эмиграция в воспоминаниях и дневниках» — аннотированный библиографический указатель, подготовленные сотрудниками ГПИБ совместно с коллегами из Стэнфордского университета (США) в 1990—2006 годах. В указателе были учтены мемуары Русского зарубежья — как книги, так и публикации в журналах и газетах — изданные на русском языке за пределами СССР с 1917 по 1991 год.

## Издания
- Россия и российская эмиграция в воспоминаниях и дневниках: аннотированный указатель кн., журн. и газ. публикаций, изданных за рубежом в 1917—1991 гг.: в 4 т. = Russia and the russian emigration in memoirs and diaries / Гос. публ. ист. б-ка России, Стэнфорд. ун-т; [сост. Т. Г. Анохина и др.]; науч. рук., ред. и введ. А. Г. Тартаковского, Т. Эммонса, О. В. Будницкого. — М.: РОССПЭН, 2003. — Т. 1. — 672 с. — 2000 экз. — ISBN 5-8243-0429-7. — ISBN 5-8243-0388-6.